# 雨の日は会えない、晴れた日は君を想う
『雨の日は会えない、晴れた日は君を想う』（あめのひはあえない はれたひはきみをおもう、Demolition）は、2015年に公開されたアメリカ合衆国のドラマ映画である。監督はジャン＝マルク・ヴァレ、主演はジェイク・ジレンホールとナオミ・ワッツが務めた。なお、本作の邦題は劇中に出てくる言葉から取られたものである。また、本作は2021年にジャン＝マルク・ヴァレが亡くなる前の最後の映画監督作品である。

## ストーリー
デイヴィスは義理の父親（フィル）が経営する投資銀行に務めており、その優秀さは周囲からも一目置かれるほどであった。しかし、自動車事故に巻き込まれ、デイヴィスは妻（ジュリア）を失い、自らも負傷した。入院中、デイヴィスは自販機でチョコレートを買おうとしたが、不具合で買うことができなかった。言いようのない苛立ちを抑えられなかったため、彼は直ちにカスタマーサポートに手紙を送り苦情を申し立てた。苦情をまくし立てているうちに、デイヴィスはいつの間にか妻を失った悲しみを吐露していた。それを聞いていた担当者（カレン）は彼の境遇に同情的になり、彼に私的なコンタクトを取ってしまう。会話が終わる頃には、デイヴィスとカレンの双方が穏やかな心境になっていた。しかし、彼の悲しみが完全に癒えたわけではなかった。デイヴィスは早々に仕事に復帰したが、かつてのように仕事にやりがいを感じることができなくなっていた。通勤中、デイヴィスは顔なじみの乗客に「俺はジュリアを愛していなかったのだと痛感した。彼女が亡くなったのに、俺は悲しみや苦痛を一切感じていないんだ。」と漏らした。
精神的に不安定になったデイヴィスは奇行を連発する。そんなある日、彼は自分の跡を付けているステーションワゴンがあることに気付いた。しかし、彼は誰がそんなことをしているのかに興味を持てなかった。彼が興味を持てたのは機械を分解してその内部構造を把握することだけであった。デイヴィスが分解したのは自宅にあるものだけだったが、ついには会社のコンピュータを分解するようになった。
実はデイヴィスの跡を付けていた人物はもう一人いた。それはカレンである。実はカレンとデイヴィスは通勤経路が一緒だったのである。カレンはデイヴィスに自分の正体がバレないように行動していたが、ある日、自宅に郵送されていた定期購読の雑誌を落としてしまった。デイヴィスはそれを頼りにカレンの自宅を突き止めることに成功した。カレンはシングルマザーではあったが、恋人のカールと同棲していた。カールが出張に行った隙を突いて、デイヴィスはカレンの自宅を訪問した。2人は親密な関係になったが、カレンの息子（クリス）は恋人のようでそうではない二人の関係を理解できなかった。やがてデイヴィスが精神的な葛藤に苦しんでいると知った。クリスは、自身の持つ性的な葛藤、社会や家庭環境への戸惑いについて、狂気の中に生きるデイヴィスと交流する中で、自身への肯定感を少しずつ育んでいった。
またデイヴィスはジュリアの名前が冠された奨学金の創設手続きの中で、対象者を選ぶ面接の場で妙な振る舞いをして、義父の怒りを買う。破壊衝動に取り憑かれていたデイヴィスはブルドーザーを購入し、クリスと一緒に自宅を思いっ切り破壊した。その後、デイヴィスは自宅の跡地でジュリアが書いたメモ書きを発見した。そこには予想もしなかったことが書かれてあった。

## キャスト
※括弧内は日本語吹替
- デイヴィス・ミッチェル - ジェイク・ジレンホール（高橋広樹）
- カレン・モレノ - ナオミ・ワッツ（安藤麻吹）
- フィル・イーストウッド - クリス・クーパー（立川三貴）： デイヴィスの義理の父親。
- クリス・モレノ - ジュダ・ルイス（鷄冠井美智子）： カレンの息子。
- カール - C・J・ウィルソン（英語版）
- マーゴット・イーストウッド - ポリー・ドレイパー
- デイヴィスの父親 - マラキー・クリーリー
- デイヴィスの母親 - デブラ・モンク（英語版）
- ジュリア - ヘザー・リンド（英語版）（石井未紗）： デイヴィスの妻。

## 製作
2013年5月、ジャン＝マルク・ヴァレが本作の監督に起用されたと報じられた。10月9日、ブラック・ラベル・メディアが本作に出資すると発表した。2014年6月6日、ジェイク・ギレンホールに出演オファーが出ているとの報道があった。7月21日、ナオミ・ワッツが本作の出演交渉に臨んでいると報じられた。9月10日、クリス・クーパーがキャスト入りした。10月18日、フォックス・サーチライト・ピクチャーズが本作の全米配給権を購入したと発表した。2015年7月15日、ジュダ・ルイスが本作に出演しているとの報道があった。

### 撮影
2014年9月15日、本作の主要撮影がニューヨークで始まった。24日にはジョン・F・ケネディ国際空港での撮影が行われた。10月6日、コニーアイランドでロケが行われたと報じられた。

## 公開
2015年9月10日、本作はガラ・プレゼンテーションに出品されていた第40回トロント国際映画祭でプレミアを迎えた。

## 評価

### 興行収入
本作は『ハードコア』及び『メリッサ・マッカーシー in ザ・ボス 世界で一番お金が好き!』と同じ週に公開され、公開初週末に200万ドルから300万ドルを稼ぎ出すと予想されていたが、実際の数字はそれを下回るものであった。2016年4月8日、本作は全米854館で封切られ、公開初週末に110万ドルを稼ぎ出し、週末興行収入ランキング初登場15位となった。

### 批評家の反応
本作は賛否両論となっている。映画批評集積サイトのRotten Tomatoesには192件のレビューがあり、批評家支持率は52%、平均点は10点満点で5.8点となっている。サイト側による批評家の見解の要約は「『雨の日は会えない、晴れた日は君を想う』は名優たちの恩恵を受けている。尤も、彼らの演技では錯綜したストーリーを補い切れていない。その複雑さは深遠さを狙ったのだろうが、その多くが陳腐なものに留まっている。」となっている。また、Metacriticには42件のレビューがあり、加重平均値は49/100となっている。